# Holnemvolt Vár
A Holnemvolt Vár a Fővárosi Állat- és Növénykert 2018. május 18-án nyílt egysége. Tematikája a magyar mesék állatvilágához kapcsolódik. 1,6 hektáros területével és 800 négyzetméteres játékterével több órás családi programot biztosít.

## Története
Az alapításkor mintegy 18 hektárnyi területet jelöltek ki az Állatkert számára. Ezt a területet azonban többször megcsonkították, alig száz év alatt kevesebb, mint 11 hektárra zsugorodott. Az első olyan változás, amely nem csökkentette, hanem növelte a kert területét, 2014-ben történt.
A gazdasági udvar épületeinek terveit Végh Gyula székesfővárosi mérnök készítette. Az épületek között volt egy lakóépület az állatkerti dolgozók számára, egy kocsiszín és műhely, amelynek egy részét istállónak alakították ki, továbbá egy konyhaépület és egy raktár is. Emellett egy jégvermet és egy hídmérleget is létesítettek. A későbbiekben az épületekben nem, azok funkciójában azonban voltak kisebb-nagyobb változások.
A létesítmény részben a megszűnt Vidámpark területének egy részén, részben olyan területen létesült, ahol 1908-tól 2017-ig az Állatkert gazdasági udvara működött. 2017-ben került átadásra az új kiszolgáló zóna az Állatkert egy másik részén, így ez a terület felszabadulhatott. Ezeken az új területeken alakították/alakítják ki a Holnemvolt Várat, a Pannon Parkot, a Hermina Garázst, illetve az új kiszolgáló zónát is a Liget Budapest keretében.
Az ünnepélyes átadóra 2018. május 17-én került sor, a közönség pedig május 18-án vehette birtokba a Holnemvolt Várat. A létesítményt Tarlós István főpolgármester, Persányi Miklós főigazgató, Csukás István író és Gulyás Gergely kijelölt miniszter adta át.

## Leírása

### Holnemvolt Kapu
A terület Állatkerti körút felőli homlokzatát úgy alakították ki, hogy az felidézze a XX. század elején itt állt épületek hangulatát. A főbejárat a Vurstliban álló Helfgott-féle gyorsfényképészet portáljának másolata. A kis üzlet 1909-től, az új mutatványostelep kialakítása óta állt az Állatkerti körúton, mostani helye közelében.
Szép Ernő a Lila akácban így emlékszik a Városliget halhatatlan fényképészetére:
Azután csináltattunk gyorsfényképet Helfgott Sámuelnél, Manci egy hintalovon ül, én tartom a hintaló zabláját. Még most is megvan a kép.
A bejárati kapu előtt két sárkány szobor látható. Az 1860-ban készült három szárnyas sárkány szobor az egykori Kirakodó téri (ma Széchenyi tér) raktár északi felének öntöttvas kapurácsát díszítette. Alkotójuk személye vitatott, a szakirodalom Feszl Frigyeshez, Feszl monográfusa viszont Reitter Ferenchez köti a szobrokat. A huszadik század elején átkerültek a Városliget szélére, a világító szökőkút felé vezető sétány elejére. A 60-as években egyikük a Kiscelli Múzeum előtt lelt új otthonra, jelenleg is ott látható, két sárkány pedig a Vidámparkba került. Az Állatkertbe 2011-ben kerültek.

### Nyíhangár
A lovardául szolgáló építmény eredetije, ugyanezzel a funkcióval nem az Állatkerti körúton, hanem a Mutatványos telep főutcáján, a Barlangvasút közelében állt. Reymetter Árpád, aki lovardát kívánt ezen a telken üzemeltetni az 1920-as évek elején, hallgatva az idők szavára, lovardáját dodzsemmé építtette át.
Az újonnan létrehozott lovardának van egy figyelemreméltó részlete. A körhinta felőli oldalhomlokzatába a tervező belekomponálta a múltban az Angol Parkban álló Orfeum ablaksorát.
Az elmúlt években az Állatkert területének szűkössége miatt csak kevés hely jutott a lovas látnivalóknak és élményeknek, ám az új területen, a Holnemvolt Várban, a Nyíhangár térségében újból bemutatásra kerülnek ezek a hagyományok.
A lovarda mellett van az Istálló és a Pónikarám. Itt bemutatásra kerülő lófajták a hucul ló és a pónik. Itt van a Hordó nevű létesítmény.

### Macskaköves Udvar
Az udvarban régi és hagyományos kézműves mesterségek bemutatói várják a látogatókat: a gyermekek kipróbálhatják a fazekasságot, van pékműhely, fényképészet, papírkészítő műhely, és cukrászinas képző. A Macskaköves Udvar egyik szárnyában kapott helyet a Sünispotály, ahol a védett állatok mentési munkálataiba nyerhetünk bepillantást. Évente másfél ezernél is több állatot mentenek meg az Állatkertben.

### Hetedhét Palota
A Hetedhét Palota egy interaktív játszóház, hét meseteremmel, élő állatokkal, többszintű kalandpályával. A Holnemvolt Vár központi épületében, a Hetedhét Palota elnevezésű játszóházban, a klasszikus magyar animációs mesefilmek hőseivel, így Vukkal, Doktor Bubóval, Süsüvel, Mekk Elekkel, A nagy Ho-ho horgásszal és Pom-Pommal találkozhatnak a látogatók. A Holnemvolt Vár számára Csukás István egy új mesét is alkotott Brekk Berek Felfedezése címmel, melynek főszereplője Brekkencs Breki aki elhatározza, hogy megtalálja Brekk Berek-et. A különleges játéktérben ismereteiket bővítve szórakozhatnak kicsik és nagyok.
A játékok mellett olyan kedvtelésből tartott állatok is láthatóak, mint a Vuk lakban az afrikai törpesün, a barlangi tücsök, a pávaszemes gyík, a házi egér, a kubai levelibéka, a mozambiki csicsörke, a kínai törpefürj, Doktor Bubó rendelőjében a degu és a boa, a Ho-ho parton a díszes szarvasbéka, az ausztrál kék rák, a kongólazac, a sokúszós angolna, a disztihódusz lazac vagy a pillangóhal. A Mekk Elek Műhelyben helyet kapott a törpe futóegér, az ugráló papagáj, Roborovszkij törpehörcsög, Bourk-papagáj, a Pompom térben a szőnyegpiton, a Nordwich kanári, az ostorlábú, a hosszúszőrű tengerimalac, a perzsa futóegér, a selyemtyúk és a hosszúszőrű nyúl. Brekk berekben az arany hálószövő póknak, a törpe tarisznyaráknak, a bőrevő halnak, a lapátorrú harcsának és a tarkasügérnek alakítanak ki lakot. Süsütérben lakik a brazil óriás madárpók, a patkány, a csokicsótány, a gyászbogárlárva, a tüskésfarkú gyík, az ázsiai víziagáma, és az álarcos rózsabogár.

### Cápasuli
A Cápasuliba 2018 decemberében nyílt meg. A Cápasuli a fiatal cápák nevelőhelyeként szolgál, ahol az állatok addig cseperednek, amíg el nem érik a megfelelő méretet ahhoz, hogy később a Pannon Park óriási cápamedencéjébe kerüljenek. A megfelelő méret fajonként eltérő, de nagyjából két méter hosszú állatok kerülnek ki a Cápasuliból. A Cápasuliban összesen három tengervizes medencét alakítottak ki: a két kisebb medence 30 ezer, illetve 90 ezer, a legnagyobb pedig 660 ezer literes. A medencékben többféle cápa és rája, ezenkívül egy tucat különféle csontos hal kap helyet.

### Patakatlan
A Karaván Szeráj nevű kifutóban láthatók a kétpúpú tevék, a Tengerimalac Város nevű rész a tengerimalacok otthona. Itt van a Bambikarám melyben dámszarvasok élnek, mellette van a Simogató mely a kameruni juhok, kameruni törpekecskék helye. Létesítmények: Papagájhíd, Varázs Padlás, Mászófal, Nyíllövölde és a Titok Pince és Majomház VR Élmény.

### Várkert
A Majorság a Csűrrel, és a Pipi-térrel. Itt élő állatok: magyar tarka szarvasmarhák, gyimesi racka juhok, mangalicák, házi tyúkok.
Létesítmények: Kisvasút, Csíborka patak, Halastó, Tutajozó, Szép Miklós Játszótér, Manófalva, Kacsaösvény, Arkhimédész emelő, Mezítlábas ösvény.
Szőrmókok néven itt láthatóak az alpakák. A közelben élnek a házi nyulak.

### Vurstli
Központi eleme a műemlék Schäftner Körhinta, mely 1906-ban épült. Eredetileg a vurstli játéküzemeinek egyike volt, a Vidámparktól örökölte az Állatkert. A körhinta köré szerveződnek a Vurstli hagyományokat őrző játékok, így a Pöltl Céllövölde, mely az 1910-es évek elején készült, a Forgózoo állat, a Hattyúforgó, a Törpekerék, az Óriás-sisak játszótér, a Pecázó, a Célbadobó, a Karikadobáló, a Kacsapatak, de ezen a részen kap helyet Felix Salten Bambi szobra is.
A családok kényelméről számos szolgáltatás gondoskodik, a Kis gömböc Vendéglő, az Édes Mackó Cukrászda, Sercli Pékség, ajándékbolt valamint mosdók.

## Jegyárak
Amennyiben a látogató az Állatkertbe is érvényes jegyet vált, akkor azt bármelyik pénztárnál megteheti, és bármelyik kapun beléphet. Amennyiben csak a Holnemvolt Várban szeretne időt tölteni, úgy kizárólag a Holnemvolt Vár pénztáránál vásárolhat jegyet, és léphet be a területre. Lehetséges elővételben megvásárolni a belépőjegyet (az Állatkertbe és a Holnemvolt Várba is érvényes jegyet).
A Holnemvolt Várban a játékok egy részét a Holnemvolt Vár fizetőeszközével, a SÜN zsetonnal lehet igénybe venni. SÜN-öket a SÜN automatákból és a büfékben lehet készpénzért vásárolni.